# Neivamyrmex ectopus
Neivamyrmex ectopus är en myrart som beskrevs av Wilson 1985. Neivamyrmex ectopus ingår i släktet Neivamyrmex och familjen myror. Inga underarter finns listade i Catalogue of Life.